# Vilosnes-Haraumont
Vilosnes-Haraumont é uma comuna francesa na região administrativa de Grande Leste, no departamento de Meuse. Estende-se por uma área de 15,41 km². Em 2010 a comuna tinha 232 habitantes (densidade: 15,1 hab./km²).